# Chloroflexaceae
Famille
Les Chloroflexaceae sont une famille de bactéries filamenteuses photosynthétiques à Gram négatif de l'ordre des Chloroflexales. Son nom provient de Chloroflexus qui est le genre type de cette famille.
En 2022 selon la LPSN (2 décembre 2022) cette famille ne comporte qu'un seul genre validement publié, Chloroflexus Pierson & Castenholz 1974. Elle contient également le genre Candidatus en attente de publication valide « Ca. Chloranaerofilum » Thiel et al. 2016.